# Gennaro Sora
Gennaro Sora (Foresto Sparso, 18 novembre 1892 – Foresto Sparso, 23 giugno 1949) è stato un militare italiano, ufficiale degli alpini, che operò nella prima guerra mondiale, nella seconda spedizione di Umberto Nobile per il raggiungimento del Polo Nord, nella Guerra d'Etiopia e nella seconda guerra mondiale.

## Biografia
Figlio di Antonino da Villongo e di Giuditta Leonini da Buonconvento.

### Prima guerra mondiale
Arruolatosi a 21 anni, era nel 1913 allievo ufficiale presso il 3º Reggimento Alpini in Piemonte.
Nel maggio del 1915 al comando del 3º plotone della cinquantesima compagnia del Battaglione Alpini Edolo partecipò alle operazioni belliche, che nel corso della prima guerra mondiale si svolgevano tra la Forcellina di Montozzo e il Pizzo d'Albiolo nel bacino montano del Tonale.
Incaricato, il 25 maggio 1915, di effettuare una ricognizione sull'Albiolo ebbe il battesimo di fuoco respingendo un'azione austriaca dopo essersi avvicinato alle postazioni nemiche.
Tra i suoi commilitoni c'era Cesare Battisti che lo soprannominò Muscoletti per la sua forma fisica, bassa e tarchiata, e col quale ebbe un cordiale rapporto di amicizia rinsaldato dalla comune militanza bellica.
Nel luglio 1915 il Comando di Divisione ordinò, per alleggerire la posizione degli alpini che il disgelo rendeva più difficile, l'occupazione di una cresta antistante Punta Albiolo da cui si sarebbe controllata la valle di Strino e le fortificazioni austriache sottostanti.
Si trattava di un'azione pericolosa, quasi da guerriglia, dove la velocità e la sorpresa erano fondamentali, ne fu incaricato Gennaro Sora che, al comando di sette alpini, si slanciò di corsa e saltando di roccia in roccia, sotto il fuoco delle mitragliatrici austriache riuscì a raggiungere la cima del Torrione, snidando il nemico, e a tenerla fino all'arrivo dell'altro plotone di cui faceva parte Cesare Battisti.
Questa azione, dove mise in mostra le sue doti di coraggio al limite della temerarietà, gli valsero la prima medaglia d'argento al valor militare
Una seconda medaglia d'argento gli verrà assegnata, per il suo contributo determinante nella conquista della Cresta Croce, l'11 aprile 1916, e una terza per la conquista della quota 2432 della Cresta dei Monticelli, il 28 maggio 1918.

### Il Polo Nord

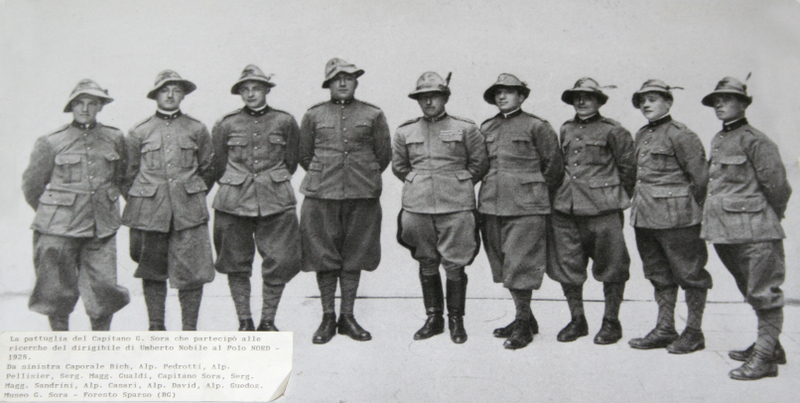
Sora e la sua squadra al Polo Nord

Nel 1928 Gennaro Sora fu chiamato assieme ad altri otto alpini, di cui gli fu affidato il comando, a partecipare alla seconda spedizione che il generale Umberto Nobile si accingeva a intraprendere per raggiungere il Polo Nord con il dirigibile Italia.
Il suo intervento, che avrebbe dovuto essere di supporto, ebbe però un epilogo drammatico a causa del disastro del dirigibile che il 25 maggio precipitò sulla banchisa polare determinando il fallimento della spedizione e la morte di una parte degli uomini a bordo.
Nell'urto del dirigibile contro i ghiacci furono sbalzati fuori il generale Nobile e altri membri dell'equipaggio oltre a una certa quantità di materiale e di vettovagliamento; mentre l'involucro del dirigibile invece riprese quota perdendosi definitivamente con sei membri dell'equipaggio che non furono mai più ritrovati
Nobile, ferito, e gli altri superstiti ebbero la possibilità di sopravvivere riparandosi in una tenda che colorarono di rosso per essere più visibile ai soccorritori e utilizzando il vettovagliamento e il materiale, compresa una radio, che erano caduti o erano stati gettati dal dirigibile: fu il famoso episodio della Tenda Rossa, nome con cui passò alla storia.

#### I soccorsi
Non appena la notizia del disastro giunse al campo base, che faceva capo alla nave Città di Milano comandata dal comandante Romagna Manoja, Sora espresse la sua intenzione di mettersi subito alla ricerca dei naufraghi entrando per questo in contrasto con il Romagna che intendeva seguire una linea di maggiore cautela.
Dal contrasto si arrivò all'insubordinazione di Gennaro Sora che, il 13 giugno, partì, senza essere autorizzato, con la baleniera Braganza alla ricerca dei superstiti.
Nel frattempo era stata organizzata dal comandante Romagna una spedizione di soccorso via terra con slitte e Sora fu raggiunto dall'ordine di cercare e soccorrere un gruppo di naufraghi che avevano lasciato la Tenda Rossa in cerca di aiuto.

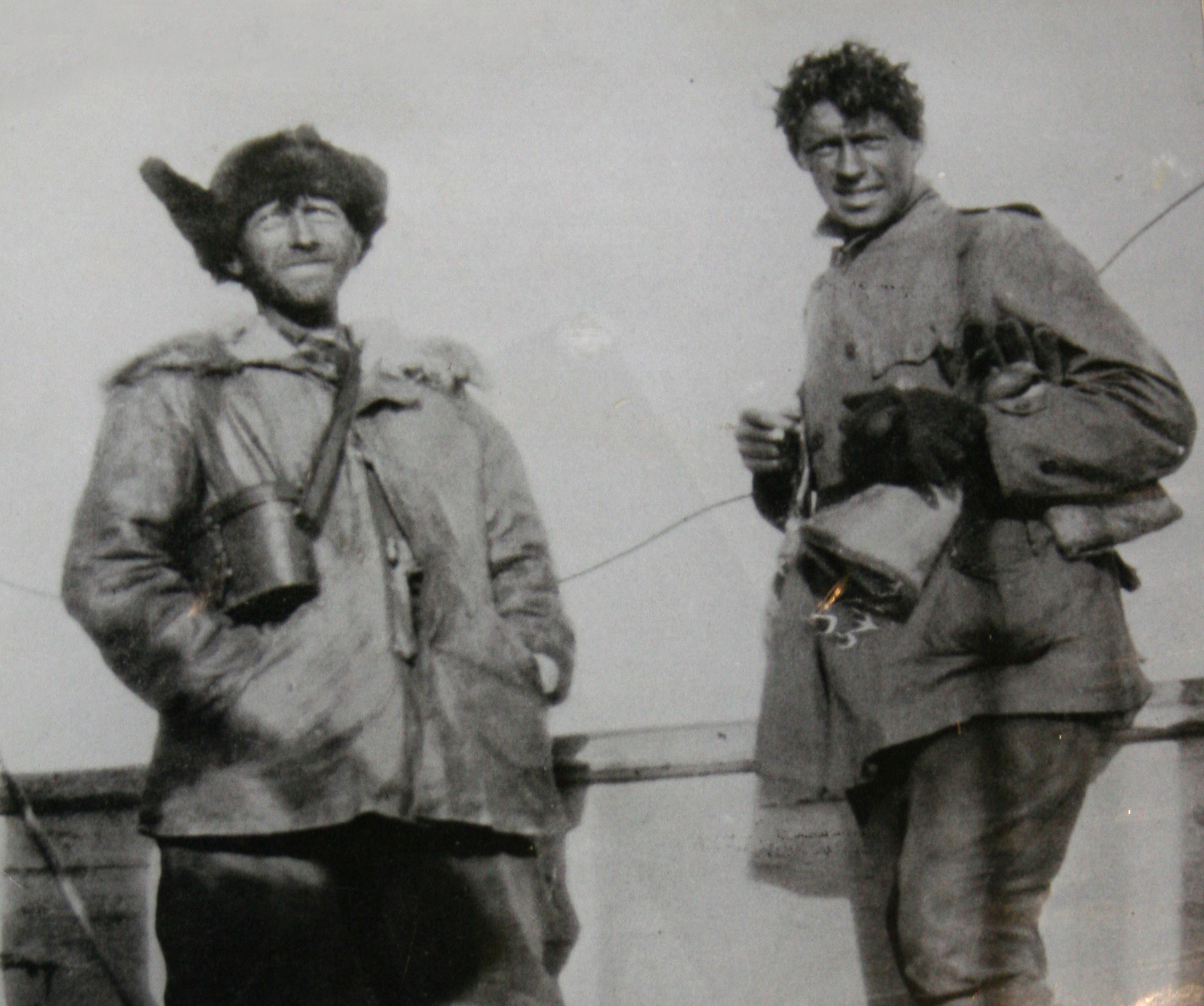
Gennaro Sora e Sjef van Dongen

Il 18 giugno Sora con l'ingegnere danese Ludvig Varming e l'olandese Sjef van Dongen, un esperto conduttore di cani da slitta, partirono con due slitte alla ricerca del cosiddetto gruppo Mariano, ma il 19 Warming colpito da un malessere agli occhi dovette abbandonare la spedizione.
Durante la ricerca dei superstiti, fu localizzata un'isoletta delle Svalbard cui fu dato il nome "Isola degli Alpini" (80°22' N 24°45' E).
Il 4 luglio, stremati dalle marce, Sora e Van Dongen raggiunsero l'isola di Foyn da dove non furono più in condizione di andare avanti trasformandosi così da soccorritori in naufraghi: furono tratti in salvo il 13 luglio da idrovolanti svedesi.

#### Le polemiche
Il fallimento della seconda spedizione di Nobile ebbe una enorme coda di polemiche contro lo stesso Nobile mentre l'insubordinazione di Gennaro Sora portò a una commissione d'inchiesta che tuttavia non produsse alcunché ma pesò negativamente sullo sviluppo della sua carriera, fu promosso, infatti, maggiore solo il 18 gennaio 1934 ed ebbe il comando del battaglione Edolo.
Gennaro Sora rimase, tuttavia, nel sentire della sua gente l'Eroe del Polo, come lo appellò Mussolini in occasione di un incontro durante le grandi manovre al confine italo-austriaco.
Mentre era in Val Venosta scrisse la prima forma della Preghiera dell'Alpino, in una lettera a sua madre il 4 luglio 1935, da Malga Pader.

### La guerra coloniale
Il 20 marzo 1937 Gennaro Sora si trovava in Etiopia al comando dell'VIII brigata dell'ex Divisione Pusteria in appoggio di quella che fu chiamata "Operazione di grande polizia" contro gruppi di rivoltosi etiopi. Successivamente fu chiamato al comando del Battaglione Speciale Alpini "Uork Amba" in attività di fortificazione, protezione e polizia.
Nell'aprile 1939, dopo la guerra d'Etiopia, partecipò alle operazioni di repressione contro la guerriglia abissina e secondo alcuni sarebbe stato il principale responsabile del massacro di Gaia Zeret, nel corso del quale il suo reparto avrebbe impiegato anche armi chimiche contro un gruppo di circa mille guerriglieri, anziani, donne e bambini. Dopo la resa, tutti i prigionieri, comprese donne e bambini, sarebbero stati sommariamente uccisi con il fuoco delle mitragliatrici. Secondo L. Viazzi e G.P. Rivolta invece, che hanno parlato coi superstiti sui luoghi del fatto, e anche in base alla consultazione dei documenti d'archivio, i civili sarebbero stati tutti rilasciati dopo il termine dei combattimenti anche se durante gli stessi ci furono vittime anche tra costoro, mentre il responsabile dell'uso dei gas era un altro ufficiale. Gli armati etiopi, termine che all'epoca includeva gli abili alle armi, vennero fucilati d'ordine del Governo italiana (M. Dominoni).

### Seconda guerra mondiale
Nel 1940 si distinse con il suo XX Battaglione nella conquista del Somaliland, nel 1941 difese il Passo Mard nell'Harar contro le truppe inglesi ma la campagna d'Africa era ormai perduta.
Il 12 aprile 1941, dopo che il generale Santini aveva ordinato la resa, si consegnò prigioniero alle truppe sudafricane.
Trasferito in Kenya ebbe l'opportunità durante la prigionia di scalare, invitato da un ufficiale inglese, il monte Kenya.

### L'epilogo

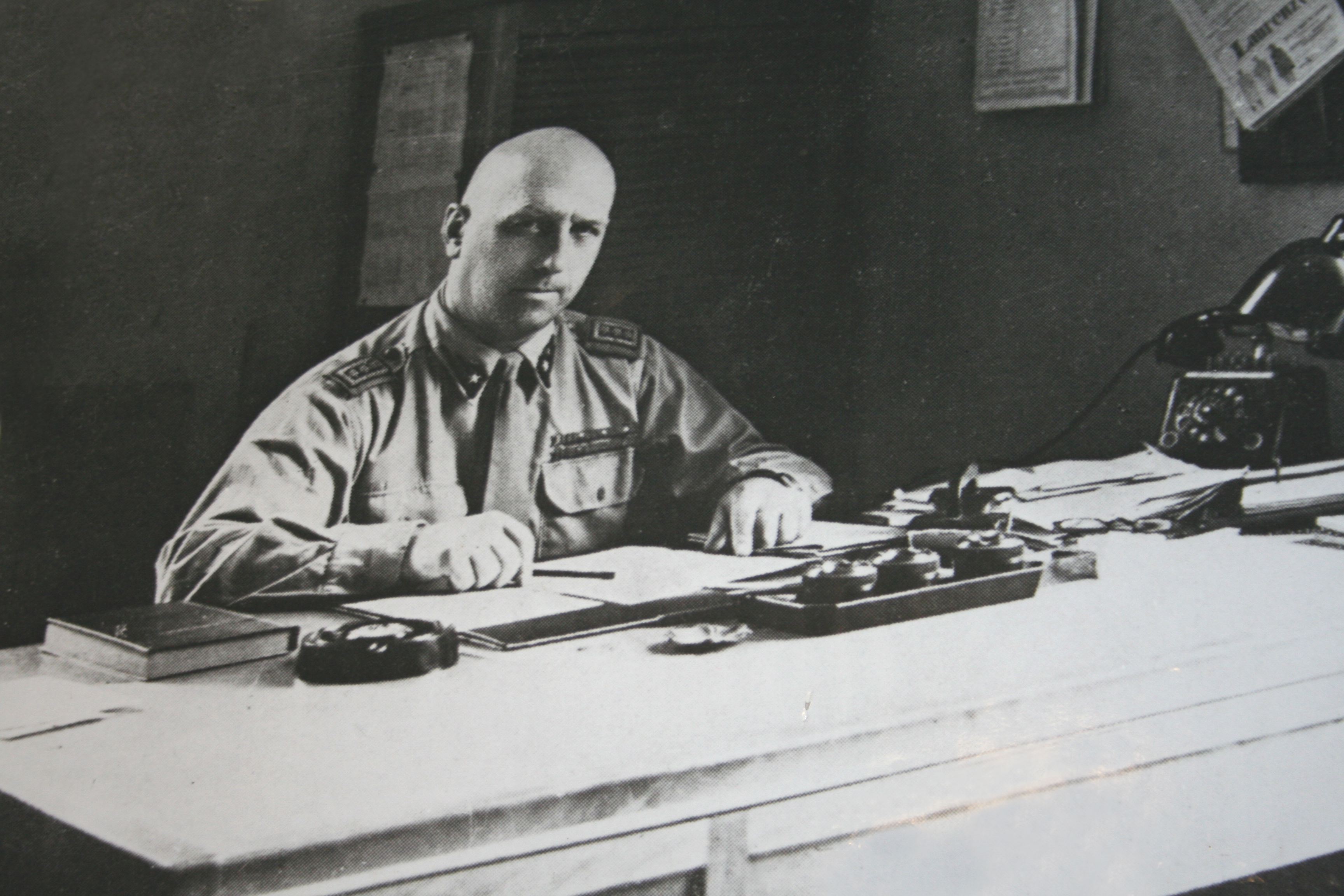
Sora a Como

Alla fine della seconda guerra mondiale rientrò dalla prigionia il 12 maggio 1945 e fu destinato al comando del distretto militare di Como col grado di colonnello.
Il 23 giugno 1949, a seguito di un attacco cardiaco, Gennaro Sora morì a Foresto Sparso, il suo paese natale, che gli dedicò un monumento nella piazza principale. L'alpino Angelo Casari, che faceva parte della sua squadra al Polo Nord, costruì il Rifugio Sora ai Piani di Bobbio, oggi Rifugio Sora Casari tuttora gestito dalla sua famiglia.